# Generali Tranquilidade
A Generali Tranquilidade (anteriormente Tranquilidade) é uma companhia de seguros portuguesa fundada em 1871. Desde 2020, é uma subsidiária da empresa italiana Assicurazioni Generali.

## História
A Generali Tranquilidade foi fundada como Companhia de Seguros Tranquilidade Portuense – Companhia de Seguros contra Fogo em 1871. Em 1935 estava sob o controlo de José Ribeiro Espírito Santo Silva, passando mais tarde a fazer parte do Grupo Espírito Santo. Após a revolução de 1974 em Portugal, a empresa foi nacionalizada e fundida com outras seguradoras, sendo posteriormente reprivatizada.
Em 2015, na sequência do desaparecimento do Grupo Espírito Santo, foi vendido ao fundo Apollo Global Management por 215 milhões de euros. Em 2016, a Tranquildade adquiriu a Açoreana Seguros.
Em 2020, a Apollo vendeu a Tranquilidade ao grupo italiano Generali por 600 milhões de euros. Posteriormente, a Generalli fundiu-a com as suas unidades de negócio em Portugal e a Tranquilidade tornou-se uma marca da Generali Seguros, S.A.
Desde 2024, a Tranquilidade passou a designar-se Generali Tranquilidade, adoptando a imagem da marca Generali.